# A.S.D. Olimpia Colligiana
Associazione Sportiva Dilettantistica Olimpia Colligiana là một câu lạc bộ bóng đá Ý có trụ sở tại Colle di Val d'Elsa.

## Lịch sử